# Copa da Escócia de 1970–71
A Copa da Escócia de 1970-71 foi a 86º edição do torneio mais antigo do futebol da Escócia. O campeão foi o Celtic F.C., que conquistou seu 21º título na história da competição ao vencer a final contra o Rangers F.C., pelo placar de 2 a 1.

## Premiação
| Copa da Escócia de 1970-71       |
| Escócia                          |
| -------------------------------- |
| Celtic F.C. Campeão (21º título) |